# Meriam Bousselmi
Meriam Bousselmi (Tunis, 1983) is een Tunesische jurist, schrijver en toneelregisseur.
Tussen 2002 en 2007 studeerde Bousselmi regie en dramaturgie aan het Centre Arabo-Africain de Formation et de Recherches Théâtrales te Tunis. In 2010 studeerde ze bovendien af in de rechtswetenschappen.
Als schrijfster ontving ze in 2007 een literatuurprijs van het Arabische Fonds voor Kunst en Cultuur, voor haar boek Brouillon de vie. In hetzelfde jaar won ze de theaterprijs van de Organisation Ressources Culturelles voor Zapping sous contrôle.
In Tunesië staat Bousselmi bekend vanwege haar maatschappijkritische en uitdagende toneel. In haar werk Sabra combineert ze bijvoorbeeld geestelijke soefigezangen en -dansen (die uitsluitend door mannen mogen worden uitgevoerd) met wereldlijke traditionele feestliederen door huwelijkszangeressen. In haar woonplaats Tunis heeft ze daarom met tegenstand te maken. Ze werd door een groep salafisten uit een oefenruimte gezet. De verhuurder van een nieuwe ruimte zegde vervolgens de huur weer op omdat het hem te riskant werd.